# Petra Nows
Petra Nows (Duisburgo, República Federal Alemana, 23 de junio de 1953) es una nadadora alemana retirada especializada en pruebas de estilo braza, donde consiguió ser medallista de bronce mundial en 1973 en los 4x100 metros estilos.

## Carrera deportiva
En el Campeonato Mundial de Natación de 1973 celebrado en Belgrado (Yugoslavia), ganó la medalla de bronce en los relevos de 4x100 metros estilos, nadando el largo de braza, con un tiempo de 4:26.57 segundos, tras Alemania del Este (oro con 4:16.84 segundos que fue récord del mundo) y Estados Unidos (plata con 4:25.80 segundos).